# Fotel wyrzucany

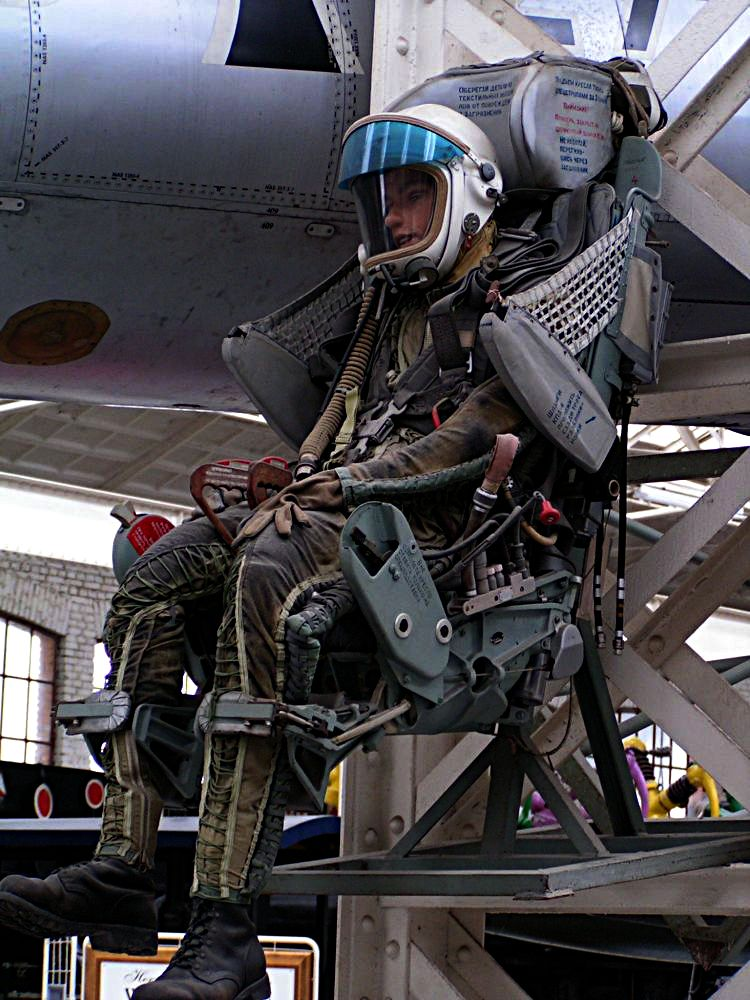
Fotel wyrzucany KM-1M stosowany w MiG-21 i MiG-23

Fotel wyrzucany (katapulta) – system ratunkowy stosowany głównie w samolotach wojskowych, przeznaczony do szybkiej ewakuacji załogi samolotu w przypadku utraty jego własności lotnych, poprzez wystrzelenie fotela członka załogi za pomocą zainstalowanego pod nim ładunku pirotechnicznego, najczęściej silnika rakietowego. Fotel po wyrzuceniu go z kabiny oddziela się od lotnika, uwalniając spadochron lotniczy.
Prowadzono próby również z wyrzucanymi kabinami i kapsułami ratowniczymi, umożliwiającymi ewakuację z samolotów lecących z bardzo dużymi prędkościami.

## Historia

Oznaczenie obecności fotela wyrzucanego w kabinie

Pierwszy fotel wyrzucany zwany również, choć błędnie, fotelem katapultowym został wynaleziony w Niemczech w 1938 roku i udoskonalony podczas II wojny światowej. Wcześniej jedynym sposobem ewakuacji z uszkodzonego samolotu było wyskoczenie z otwartej kabiny, co w przypadku odniesienia przez pilota ran mogło być bardzo trudne lub niewykonalne, a ponadto zabierało czas podczas którego samolot spadał. Skok z kabiny mógł być niemożliwy także w przypadku zablokowania się osłony kabiny lub całkowitej utraty kontroli nad maszyną i wpadnięciu w korkociąg. Również prędkość samolotu przekraczająca 600 km/h uniemożliwia wydostanie się z kabiny – zbyt silny jest wówczas napór powietrza (przykładowo dla prędkości 700 km/h na pilota działa siła 6 kN).
Pierwszych opracowań foteli wyrzucanych dokonano równolegle podczas II wojny światowej w niemieckiej firmie Heinkel i szwedzkiej SAAB. Pierwszą maszyną wyposażoną w to urządzenie był prototypowy myśliwiec odrzutowy Heinkel He 280 skonstruowany w 1941 roku, w którym fotel był wyrzucany z kabiny energią sprężonego powietrza. Jeden z pilotów testowych Heinkla, Helmut Schenk, był pierwszym człowiekiem zmuszonym 13 stycznia 1942 roku użyć fotela wyrzucanego ze względu na oblodzenie powierzchni sterowych samolotu i utratę nad nim kontroli. Heinkel He 280 nie został wdrożony do produkcji seryjnej, a pierwszym samolotem, w którym zastosowano fotel wyrzucany na większą skalę był nocny myśliwiec He 219 Uhu.
W Szwecji przetestowano pierwszy model fotela wyrzucanego napędzanego sprężonym powietrzem w 1941 roku. Pierwsze testy w powietrzu przeprowadzono 8 stycznia 1942 roku, wystrzeliwując 80-kilogramowego manekina z lecącego z prędkością 280 km/h samolotu Junkers Ju 86. Osiągnięte przy wystrzale przyspieszenie o wartości 20 g oceniono jako bezpieczne dla pilota. Wystrzelony manekin osiągnął bezpieczną wysokość 4 metrów nad kadłubem, przelatując nad statecznikiem pionowym samolotu.
Ze względu na dużą masę i stopień komplikacji systemu sprężonego powietrza, pod koniec 1942 firma SAAB w kooperacji z Boforsem podjęły prace zmierzające do opracowania fotela wystrzeliwanego energią gazów prochowych. Pierwszy model fotela o symbolu Saab Mk.I umożliwiał osiągnięcie przyspieszenia 15 g. Procedura wyrzucenia fotela zaczynała się od odstrzelenia osłony kabiny i automatycznego odcięcia przewodów radiowych i tlenowych. Następnie następowało wyrzucenie fotela energią wybuchającego ładunku prochowego, a w chwilę później odcięcie pasów bezpieczeństwa (ówcześnie tylko biodrowych). Spadochron musiał być uruchomiony ręcznie przez pilota po uwolnieniu się z fotela.
Szwedzki fotel wyrzucany był opracowywany pod kątem zastosowania w maszynie Saab 21, ale zanim prototypowy egzemplarz wzbił się w powietrze 27 lutego 1944, przetestowano go na bombowcu Saab 17. Pierwszy produkcyjny Saab 21A był standardowo wyposażony w fotel wyrzucany. W 1940, na początku prac projektowych nad tą maszyną, planowano zastosowanie fotela wyrzucanego uruchamianego po odstrzeleniu łopat śmigła pchającego i jednostki napędowej, aby zmniejszyć niebezpieczeństwo uderzenia pilota o śmigło. Ostatecznie zrezygnowano z tego rozwiązania. Napędzana silnikiem odrzutowym odmiana Saaba 21, wyprodukowany 28 marca 1948 Saab 21R, również posiadał fotel wyrzucany. Podczas całego okresu służby maszyn obu odmian przeprowadzono 25 katapultowań, z których 23 zakończyły się sukcesem.
Również w 1944 roku Niemcy opracowali nowy typ fotela katapultowego, wyrzucanego ładunkiem prochowym, który został zastosowany najpierw w myśliwcu He 162 Volksjäger, a do końca wojny także w Do 335 Pfeil, Me 262 Schwalbe i Me 163 Komet.
Po zakończeniu wojny zaczęto masowo wprowadzać fotele katapultowe do coraz szybszych maszyn wojskowych, ponieważ wraz ze wzrostem prędkości i w niedalekiej przyszłości przekroczeniu bariery dźwięku, ewakuacja z uszkodzonych maszyn bez wspomagania systemem katapultowym stawała się niemożliwa. W Stanach Zjednoczonych prowadzono doświadczenia z napędzanym sprężynami systemem ewakuacji wyrzucającym fotel do dołu przez podłogę maszyny, ale to rozwiązania brytyjskiej firmy Martin-Baker wyznaczyły kierunek rozwoju foteli katapultowych.
Pierwsze testowe wystrzelenie człowieka z użyciem fotela firmy Martin-Baker miało miejsce 24 lipca 1946 roku, podczas opuszczania samolotu Gloster Meteor. Od końca lat 40. instalowano fotele wyrzucane Martin-Baker we wszystkich prototypowych i seryjnych samolotach wojskowych. Pierwsza ewakuacja za pomocą tego urządzenia miała miejsce podczas testów prototypowego samolotu typu latające skrzydło Armstrong Whitworth A.W.52.

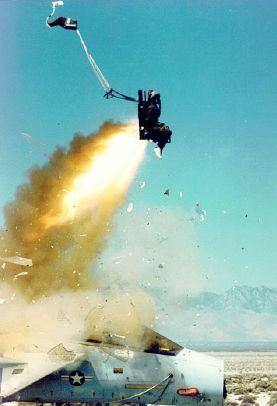
Test fotela wyrzucanego z użyciem manekina

We wczesnych konstrukcjach foteli wyrzucanych stosowano stały materiał wybuchowy eksplodujący w teleskopowej rurze przytwierdzonej do fotela pilota. Efektem było wystrzelenie pilota, podobnie jak pocisku karabinowego, poprzez gwałtowny i krótkotrwały wzrost ciśnienia w rurze. Wraz ze wzrostem prędkości samolotów taka metoda wyrzucania fotela stała się niewystarczająca do ewakuacji pilota poza zasięg kadłuba i elementów usterzenia maszyny w odpowiednio krótkim czasie. Właściwym rozwiązaniem stało się zastosowanie silników rakietowych, które napędzały fotel przez dłuższy czas niż nabój prochowy. Pierwszym typem samolotu, w którym w 1958 roku zastosowano napędzany rakietowo fotel wyrzucany, był Convair F-102 Delta Dagger. Firma Martin-Baker opracowała własne rozwiązanie składające się z kilku rakiet ze wspólną dyszą. Wprowadzenie foteli rakietowych pozwoliło na bezpieczne katapultowanie się pilota z bardzo niskiej wysokości nad ziemią.
Na początku lat 60. rozpoczęto projektowanie rakietowych foteli katapultowych przeznaczonych do ewakuacji przy prędkościach naddźwiękowych, między innymi z ówcześnie projektowanej maszyny Convair F-106 Delta Dart. Do dziś odnotowano sześciu pilotów zmuszonych do ewakuowania się przy prędkości 1300 km/h za pomocą foteli Martin-Baker, a największa znana wysokość katapultowania z samolotu English Electric Canberra dokonanego w 1958 roku wynosi 17 400 metrów. Istnieją niepotwierdzone informacje o katapultowaniu się pilota samolotu SR-71 Blackbird przy prędkości 3 Ma na wysokości ponad 24 300 metrów. Pomimo możliwości katapultowania się pilota w tak ekstremalnych warunkach, większość ewakuacji z użyciem foteli wystrzeliwanych ma miejsce przy małych prędkościach i na niskich wysokościach. Zanotowano też udane przypadki katapultowania się z tonącego samolotu, kilka metrów pod powierzchnią wody.
Obecnie stosowane są fotele klasy 0-0, to znaczy umożliwiające bezpieczne katapultowanie nawet na wysokości 0 m i przy prędkości 0 km/h (z samolotu stojącego na lotnisku). Za jedne z najlepszych uważane są radzieckie i rosyjskie fotele serii K-36, stosowane na myśliwcach MiG-29 i Su-27, ratujące życie pilotom podczas kilku głośnych wypadków na pokazach lotniczych. Dzięki zastosowanym w nich stabilizatorom lotu fotela, w jednym wypadku w 1989 uratował się pilot MiG-a 29, Anatolij Kwoczur, który katapultował się kilkadziesiąt metrów nad ziemią z samolotu spadającego prawie pionowo, a sam fotel został wystrzelony w kierunku ziemi.

## Bezpieczeństwo pilotów
Przeznaczeniem foteli wyrzucanych jest ocalenie życia pilota za wszelką cenę, bez względu na jego komfort podczas katapultowania. Wielu pilotów, którzy byli zmuszeni do opuszczenia samolotu poprzez katapultowanie, kończy karierę ze względu na obrażenia ciała włącznie z uszkodzeniem kręgów. W samolotach zachodnich typowym przyspieszeniem podczas katapultowania jest 12 do 14 g (120 do 140 m/s²), podczas gdy w maszynach byłego Związku Radzieckiego dochodziło ono do 20, a nawet 22 g.
Do maja 2006 roku odnotowano 7152 pilotów, którzy uratowali się poprzez katapultowanie z użyciem foteli Martin-Baker. Dokładna liczba wszystkich uratowanych pilotów używających foteli innych firm nie jest znana.

## Niestandardowe systemy katapultowania

Katapultowanie z samolotu F-16 Fighting Falcon

Wczesne modele samolotów Lockheed F-104 Starfighter były wyposażone w unikatowy system wyrzucania fotela do dołu, ze względu na duże niebezpieczeństwo uderzenia o wysokie usterzenie ogonowe w kształcie litery T. Po uruchomieniu urządzenia katapultującego, nogi pilota były podciągane do tułowia poprzez system linek, umożliwiając bezpieczne opuszczenie kabiny przez jej podłogę. System ten uniemożliwiał ewakuację podczas lotów na małej wysokości, dlatego zrezygnowano z jego rozwoju. Również rosyjski samolot bombowy Tu-22 posiadał fotele wyrzucane do dołu, umożliwiało to bezpieczną ewakuację z samolotu z wysokości powyżej 350 m.
Niektóre samoloty, zwłaszcza te zaprojektowane do działania na niskich wysokościach, posiadają specjalne osłony kabin z zatopionym w tworzywie sznurem z materiału wybuchowego, kruszącym osłonę w momencie uruchomienia fotela wyrzucanego. Spowodowane jest to koniecznością skrócenia operacji katapultowania, a czas odrzucania osłony kabiny jest zbyt długi.
Radziecki myśliwiec morski pionowego startu i lądowania VTOL Jak-38 posiadał automatyczny system katapultowy, uruchamiany przy przekroczeniu granicznych parametrów lotu, wprowadzony ze względu na częste awarie jednostek napędowych podczas pionowego startu.
Niektóre samoloty, takie jak General Dynamics F-111, wyposażone są w sekcję kabiny w postaci kapsuły odstrzeliwanej w całości, a nie w indywidualne fotele wyrzucane. Do wyrzucenia całej kabiny używa się silników rakietowych o dużej mocy, a następnie zespołu spadochronów i poduszek powietrznych amortyzujących lądowanie, a w przypadku wodowania gwarantujących utrzymanie się kabiny na wodzie.

## Systemy foteli wyrzucanych w innych statkach powietrznych
Pierwszym śmigłowcem wyposażonym w fotel wyrzucany jest rosyjski Kamow Ka-50 Hokum. W przypadku uruchomienia systemu katapultowego, umieszczone w głowicy wirników nośnych ładunki wybuchowe powodują odstrzelenie łopat, a później następuje wyrzucenie fotela pilota już bez niebezpieczeństwa zderzenia z wirnikiem.
Amerykańskie wahadłowce kosmiczne nie mają systemów foteli wyrzucanych, chociaż pierwsze cztery loty załogowe Columbii przeprowadzono z użyciem tych urządzeń. Po zwiększeniu składu załogi zostały one zdemontowane, dając jednakowe (niewielkie) szanse na przeżycie wszystkim jej członkom.
Radziecki prom Buran planowano wyposażyć w fotele wyrzucane, ale ze względu na to, że odbył się tylko jeden lot bezzałogowy tego wahadłowca, operacja ta nie doszła do skutku.
Pojazdami kosmicznymi, które były wyposażone w system foteli wystrzeliwanych były tylko radzieckie statki kosmiczne Wostok i amerykańskie Gemini. Kosmonauci biorący udział w obu programach mieli możliwość wystrzelenia fotela z kapsuły lądownika po osiągnięciu wysokości 7000 metrów. W przypadku Wostoka i lotu Gagarina fakt ten utrzymywano w tajemnicy przez wiele lat ze względu na ówczesne przepisy FAI, które wymagały lądowania kosmonauty w statku kosmicznym, aby lot był uznany za zakończony sukcesem.
Rozważano zastosowanie systemów ratunkowych dla samolotów pasażerskich, raczej w postaci kapsuł ratunkowych niż foteli wystrzeliwanych, ale ze względu na dużą masę takiego systemu, stopień jego komplikacji i cenę do dziś nie wdrożono żadnego rozwiązania tego typu. Zalety stosowania takiego systemu ratunkowego są niewielkie, ponieważ większość wypadków samolotów pasażerskich zdarza się podczas startu i lądowania.
Do zastosowania w małych i lekkich samolotach stosuje się systemy wystrzeliwanych „spadochronów balistycznych”, które umożliwiają bezpieczne lądowanie całego samolotu w przypadku jego awarii.